# Phlugiolopsis ventralis
Phlugiolopsis ventralis is een rechtvleugelig insect uit de familie sabelsprinkhanen (Tettigoniidae). De wetenschappelijke naam van deze soort is voor het eerst geldig gepubliceerd in 2012 door Wang, Li & Liu.